# Marcigliana
Marcigliana är Roms tredje zon och har beteckningen Z. III. Namnet kommer av lantegendomen Fundus Marcellianus, vilken tillhörde familjen Marcelli, en gren av Gens Claudia. Zonen Marcigliana bildades år 1961.

## Kyrkobyggnader
- Sant'Antonio da Padova a Via Salaria

Rivna kyrkobyggnader
- Chiesuola della Bufalotta

## Övrigt
- Crustumerium, antik stad
- Riserva naturale della Marcigliana
- Torre della Marcigliana
- Torre della Bufalotta eller Casale di Massa de Vestiario
- Casale di San Silvestro eller Casale di Malpasso
- Casale di Sette Bagni
- Casale della Marcigliana
- Casale di Santa Colomba
- Cappella del Casale della Marcigliana
- Casali della Tenuta di Fonte di Papa
- Ex Orfanotrofio Santa Maria della Pietà
- Lucilius Paetus mausoleum

## Kommunikationer
- Järnvägsstation: Settebagni

## Bilder
| - Lucilius Paetus mausoleum. |